# Штајерска (Словенија)
Штајерска (такође и Доња Штајерска; словен. Štájerska/Spódnja Štájerska/Slovenska Štájerska) дио је историјске покрајине Штајерске, а данас је неслужбена покрајина у сјевероисточној Словенији. У југоисточној Аустрији налази се савезна покрајина Штајерска, која се још назива и Горњом Штајерском.

## Географија
Штајерска се смјестила између Саве и Савиње на западу, Саве на југу, границе с Хрватском на истоку, Муром на сјевероистоку и границе с Аустријом на сјеверу.
Ово је подручје претежно брдовито и покривено шумама. Горје се према истоку спушта најприје у бреговит крај Словенских горица, а потом у долину Панонске низије. Доња Штајерска позната је по узгоју винове лозе и производњи бијелог вина.
Највећи град Штајерске и његово економско средиште је Марибор. Значајнији су градови такође и Цеље, Птуј и Велење. Уз њих ту су још и Лашко, Севница, Словенска Бистрица, Словенске Коњице.

## Историја Штајерске
Штајерска се поступно обликовала, а у средњем вијеку њен средишњи дио заузимала је Карантанија која се простирала средњим током Муре. Око 1000. године од Корушке се одвојило више грофовија уз горњи слив Муре те су се придружиле овом крају, а 1147. Штајерској се придружила и Подравска крајина. Коначно је 1180. Штајерска подигнута на ниво војводства. До средине 15. вјека важну су улогу о том крају имали грофови Цељски. На крају је Штајерска постала дијелом хабзбуршких насљедних земаља, док након Првог свјетског рата није подијељена између Аустрије и тадашње Краљевине СХС.